# プラスEX
プラスEX（プラスイーエックス）は、東海旅客鉄道（JR東海）が提供していた、一部のクレジットカード会社の会員を対象とした東海道新幹線の会員制予約サービスである。
2017年9月2日より、同種のサービスであるエクスプレス予約に統合された。

## 概要
パソコンや携帯電話から東京 - 新大阪間の東海道新幹線各駅間の割引きっぷを購入することができた。この割引きっぷは、年末年始やゴールデンウィークなどの繁忙期においても通常の新幹線特急券よりも安価で、通常のきっぷでは1回のみに限定されている乗車変更が、入場前またはIC乗車票の受取前、かつ予約した列車の発車時刻前で、当初の購入から3か月以内であれば何度でも手数料無料で可能となっていた。複数人で利用する場合は2名以上で予約できる「プラスきっぷ」（価格はICサービス（プラス）と同額・こども用の設定もあり）を購入することで可能であった。なおエクスプレス予約と異なり、ICカードによる乗車あるいは乗車券と特急券が一体となった商品での利用となるため、特急券単体での予約は不可となっていた。
本サービスを利用するには、三井住友カード、九州カード、スルガカード、三重銀カード（現・三十三カード）、関西クレジット・サービス（現・りそなカード）、中部しんきんカード、東京クレジットサービス、アメリカン・エキスプレス（以上、ビジネスカード・コーポレートカード・JRカード・KANKU-CLUBカードなど一部提携カード除く）、ジェーシービー（JCBグループのカード発行会社を含み、JRカード、JCBビジネスカード除く）、小田急電鉄（小田急ポイントカード）、三菱UFJニコス（フランチャイジー各社、提携（FC契約）金融機関、三菱UFJ銀行発行を含み、法人・事業者経由で発行されたカード、JRカード除く）、トヨタファイナンス（法人・事業者経由で発行されたカード除く）、イオン銀行、セディナ（セディナカードやセディナOMCカードのみ。セディナCFカード（セディナクオークカードも含む）やJCBのFC扱いで発行される法人向けカード、ローンカードは除く）、三井住友トラストクラブ（ダイナースクラブも含む）、東急カード（TOP&ClubQ JMBカード会員限定）が発行するクレジットカードの会員であることが必要であり、与信審査が必要であるため、審査基準に満たない者や18歳未満の者は利用できなかった。年会費は540円（税込）で、クレジットカード本体の年会費と別建てで請求された。

### 座席番号リクエストサービス
パソコンや携帯電話の画面に表示される座席表を見ながら座席を選択し、任意の号車・座席位置を指定して指定券を購入できた。ただし、リクエストした列車が満席もしくはそれに近い場合は利用不可。また、一部列車では号車の選択ができない場合があった。全席禁煙のN700系で運行される列車では「喫煙ルーム付近の座席を希望」にチェックを入れると、該当する座席のみ表示された。

### エクスプレス予約との相違点
エクスプレス予約と取り扱いが一部異なり、以下の制限があった。
- 特急券単体での発券不可
- IC乗車もしくはそれに準ずる制度のきっぷのみの取り扱いのため、特定都区市内制度は適用不可
- 山陽新幹線の利用不可
- グリーンプログラムは適用外

### 乗継割引
一般の特急券のような新幹線⇔在来線特急列車相互間の乗り継ぎ割引制度は適用されていなかった。

### 在来線の電話・インターネット予約
JR東海では、JR東海エクスプレス・カード会員専用電話センター経由でJR全線の乗車券・特急券をカード決済で購入し、窓口やエクスプレス券売機で受け取るサービスを行っていたが、2006年（平成18年）8月末で廃止した。それ以降は、自社独自の在来線列車の予約サービスは実施しておらず、サイバーステーションによる予約サービスのみの取り扱いとなっている。

## プラスEXカード

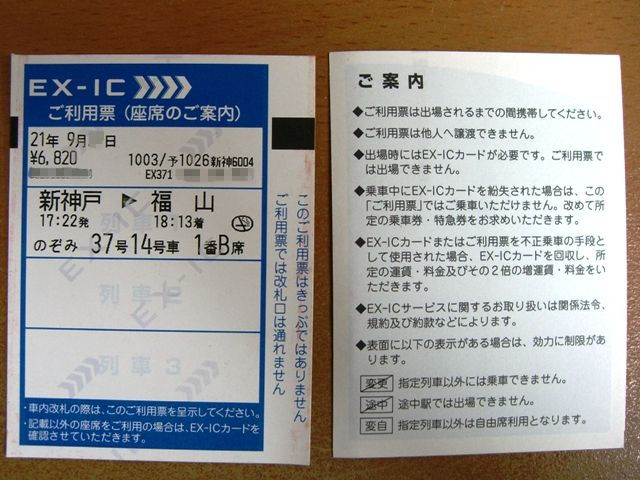
EX-ICご利用票

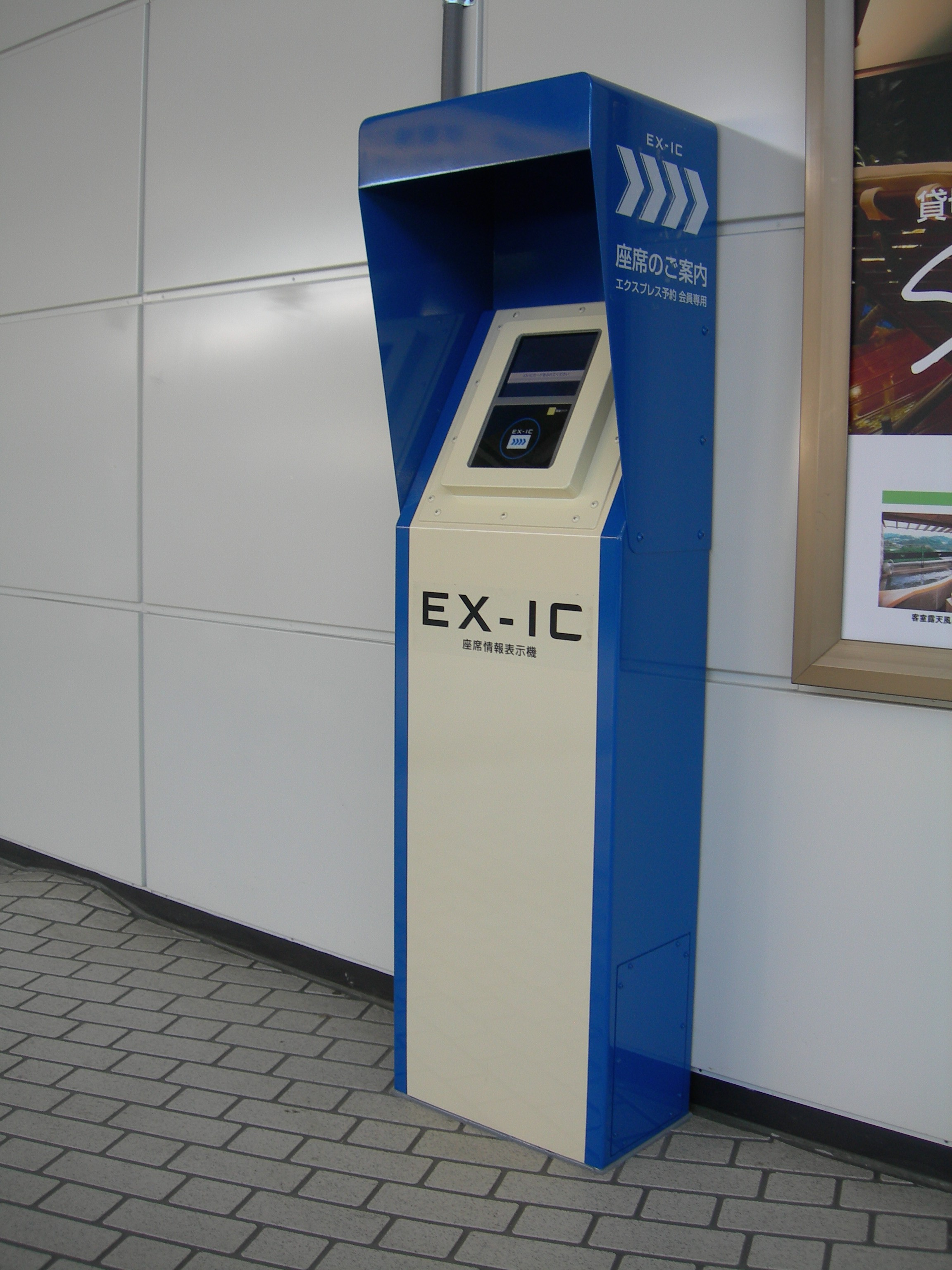
座席情報表示機

プラスEXカードは東海道新幹線のチケットレス化を目指し、2008年3月29日から導入されたサービスである。特急券ではなく専用のICカードなどを使用して、スピーディな乗車や乗り継ぎを実現することを狙いとする。
プラスEXの会員に別途貸与される「プラスEXカード」と会員のプラスEXの情報をひも付けし、自動改札機にICカードなどをタッチした時に、会員の予約購入した乗車券・特急券の情報を確認してチケットレスで通過できる。
モバイルSuicaのチケットレスサービス（モバイルSuica特急券）と異なり、利用者が自分でモバイルSuica搭載携帯電話機にきっぷの情報をダウンロードするのではなく、自動改札機通過時に会員の予約情報との照合が行われて通過を判定し、EX-ICカードなどにきっぷの情報が格納される。
自動改札機にEX-ICカードなどをタッチすると、利用する列車や座席番号などが記載された「ICご利用票」が出力されるほか、改札内などにある座席情報表示機でもカードをタッチすると座席などの情報が表示され、乗車直前の確認の役目を果たす。万が一「ICご利用票」を取り忘れて乗車した場合は、車内で車掌が所持している車掌携帯端末機にかざすと、号車及び座席番号がわかる。

### IC乗継サービス
プラスEXカードは公共交通機関ICカード乗車券であるSuicaやICOCA・TOICA・SUGOCA・Kitaca・PASMO・manaca・PiTaPa・nimoca・はやかけんのいずれか1枚と組み合わせて使用することも可能である。新幹線の自動改札機に2枚同時にタッチすると、在来線部分の運賃 (SF) 精算と新幹線部分の有効判定を同時に行う。2013年3月23日より交通系ICカードの全国相互利用が開始されたため、上記10種類全てのICカードでの在来線乗継が下記エリアに関係なく可能になった。
- Suicaエリア（東京 - 熱海の各駅）※熱海駅は湯河原・東京方面行および伊東線、伊豆急行線方面の在来線利用時のみIC乗継可能。
- TOICAエリア（三島 - 名古屋間の各駅）※新富士駅・三河安城駅（新幹線と在来線の乗り継ぎ駅ではあるが、ホームが離れていることから乗り継ぎ改札がなく、改札を出ての乗り継ぎとなる）を除く
- ICOCAエリア（米原 - 新大阪間の各駅）※米原駅は彦根方面および坂田方面行の在来線利用時のみIC乗継可能。

### 運賃など
運賃（乗車券）と特急券をセットにした専用の価格（プラスEX新幹線チケットレス運賃）が適用され、新幹線駅相互間のみの利用（東京→新大阪等）であれば、通年・全列車が「ひかり」「こだま」の閑散期料金で利用できた。新幹線が指定席利用で、在来線と乗り継がない場合であれば、おおむね従来のきっぷ（特急券+乗車券）と比べて安く利用できた。
しかし、在来線区間は別払い（在来線用IC乗車カードのSF残額から引き去りか、別途乗車券を購入）となるため、新幹線と在来線を乗り継いで利用する場合は、総額が一般のきっぷと異なっていた。在来線の利用距離や区間によっては従来のきっぷより高くなる場合があった（特に東京都区内や大阪市内などの、特定都区市内の中心駅から離れた駅を目的地とする場合など）。
このため、プラスEXでは従来のきっぷとプラスEXを選択して利用することを推奨するとともに、利用者が価格を簡単に比較できるように計算専用のウェブサイトを用意していた。

### モバイルSuicaでの利用
EX-ICと異なり、モバイルSuicaにプラスEXの情報を登録することは不可。また、乗換改札にてモバイルSuicaとプラスEXカードを重ねてのタッチも不可。この場合、券売機などでIC乗車票の発行が必要であった。

## 早割制度

### IC早特（プラス）
乗車日の3日前までに予約し、かつ特急券と乗車券をセットで購入することを条件に、前述のe特急券よりもさらに安く乗車できた。利用できるのは以下の列車。
- タイプA
  - 東京・品川・新横浜 - 名古屋・京都・新大阪
    - 「のぞみ」- 乗車駅を午前6時台に出発する列車
    - 「ひかり」- 終日全列車

値段はEX-IC早特と同額になっていた。割引額は2,110円が基本（東京・品川 - 京都・新大阪間および新横浜 - 新大阪間、通常期ののぞみ普通車指定席との差額）だが、これより短い区間を利用する場合はこれより割引額が小さくなった。また、一部の主な区間においてグリーン料金の割引料率が他の区間より大きくなっていたのも特徴であり、例えば東京・品川・横浜 - 京都・新大阪間を利用の場合、グリーン料金が約57％割引（4,780円→2,060円）される。これに前述の特急料金の割引も加わるため、東京 - 新大阪間の場合14,400円と、通常期・繁忙期においては通常の「のぞみ」普通車指定席料金よりも50 - 250円安い料金で利用できた。ただし都区内・市内等の在来線ゾーンには乗車できない（例えば新宿 - 東京 – 新大阪 – 天王寺の場合は新宿 - 東京と新大阪 – 天王寺の部分の普通運賃が別途必要となる）ほか、乗り遅れた場合は後続列車の普通車自由席を利用できないため、改めて特急料金などを支払う必要があった。
- こだま楽旅☆IC早特

東海道新幹線内のこだま号限定グリーン車限定の商品。隣接区間など一部区間を除く短・中距離利用は通常のエクスプレス予約のe特急料金に少額を上乗せした額で、また長距離利用は大幅に割引した料金で利用することができた。利用・購入条件は通常のIC早特（プラス）に準ずる。
- - 東海道新幹線開業50周年記念として期間限定で発売される商品
    - 利用期間：2014年6月17日から2015年3月31日乗車分まで
    - 設定区間：隣接する駅を除く東海道新幹線全区間、ただし東京 - 新横浜間、三島 - 静岡間、静岡 - 浜松間、豊橋 - 名古屋間は設定なし。
    - 最大運賃は東京 - 新大阪間の利用の場合で9,500円と通常のグリーン車利用のおよそ半額であり、普通車と比べても大幅な割引額で利用することができた。

  - 通年販売される商品
    - 利用期間：2015年4月1日以降の乗車日で通年販売
    - 設定区間：上記の期間限定商品と同じ
    - 最大運賃は東京 - 新大阪間の利用の場合で11,200円、長距離でグリーン車利用の約60％の運賃設定となっていた。

年末年始やお盆、ゴールデンウィークなどの多客期でも利用できたほか、予約の変更が何度でも可能、などの特典はIC早特（プラス）と同条件であった。

## エクスプレス予約との統合後
エクスプレス予約とのサービス統合に伴い、山陽新幹線の利用が可能になるなどエクスプレス予約会員とほぼ同じサービスが利用できるようになった。ただし、旧プラスEX会員はエクスプレス予約のグリーンプログラムは対象外となっているほか、年会費が540円から1,080円（いずれも税込）に改定された。なお、サービス統合後もプラスEXカードは引き続き利用可能である。
2022年6月27日からは、クレディセゾンが発行するセゾンカード・UCカードでもエクスプレス予約が利用できるようになったのに伴い、プラスEXカードの発行が可能になった（セブンCSカードサービス・出光クレジット・静銀セゾンカード・大和ハウスフィナンシャル・ユーシーカード（株）発行分を含み、JRカードを除く）。

## 年表
- 2012年（平成24年）10月9日 - 手持ちのクレジットカードでEX-ICサービスが利用可能になる、プラスEXサービスを開始。
- 2014年（平成26年）11月1日 - 2名以上で利用できる「プラスきっぷ」が発売開始。複数人でもプラスEXの利用が可能となる。
- 2017年（平成29年）9月2日 - この日をもってエクスプレス予約に統合[1]。